# Peña Labra
Peña Labra (2018 m) o Peña Luenga en el Llibre de la Montería, és una muntanya situada al límit provincial entre Palència i Cantàbria (Espanya), als contraforts de la serralada Cantàbrica. El seu cim es troba a la província càntabra.
A la cartografia moderna de l'IGN, i per autors com Terán, s'ha donat a la serra d'Híjar el nom de «serra de Peña Labra», potser perquè des de la seva vessant sud sigui el pic el més característic. Tanmateix, això ha estat considerat erroni per autors com Hernández-Pacheco, que han assenyalat la toponímia tradicional de «serra d'Híjar» com l'encertada, a més que en tota la cartografia existent anterior a la indicada, com les de Coello, Quesada i Madoz de 1860, es refereix a aquesta serra com «serra d'Híjar».

## Característiques
Peña Labra és una cresteria situada a la serralada Cantàbrica, al costat del municipi càntabre de Polaciones. El cim de la Peña Labra, amb una altitud de 2018 m, és un dels cims més destacades del sector càntabre de la serralada; al costat d'una creu, hi ha un vèrtex geodèsic que marca una altitud de 2028,7 m en la base del pilar. Es pot accedir des de l'estació d'esquí de Brañavieja o Alto Campoo.
Peña Labra és un dels perfils més recognoscibles i forma part de les vistes panoràmiques des d'altres cims o des de miradors, com el Mirador de la Fuente del Chivo en l'Hermandad de Campoo de Suso, que està a 2000 m d'altitud; el del Port de Piedrasluengas, en Pesaguero, a 1350 m; i els situats a Vega de Liébana: el del Corzo en la pujada al Port de San Glorio, i el del Jabalí a la carretera de Liébana a Polaciones, prop de la Cruz de Cabezuela, a 1100 m.
A la cartografia de l'Institut Cartogràfic es dona el nom de «serra de Peña Labra» a la serra que parteix des del Pic Tresmares en direcció ESE fins a la Peña Castrillo, encara que el nom d'aquesta serra ha estat tradicionalment i en edicions anteriors de la cartografia l'IGN, «Serra d'Híjar».